# Isaac (évêque de Genève)
Pour les articles homonymes, voir Isaac (homonymie).
Isaac est un évêque de Genève du début du Ve siècle. Absent de  la liste de la Bible de Saint-Pierre, il est cependant le premier évêque attesté par les sources.

## Biographie
Isaac est le premier évêque attesté vers 400,,. Il semble avoir vécu entre les épiscopats de Théodore d'Octodure (Martigny) et Eucher de Lyon (432-441).
Cet évêque est mentionné dans une lettre placée dans le prologue de la Passio Acaunensium Martyrum d'Eucher de Lyon qui affirme avoir recueilli des témoignages dignes de foi sur cet évêque,.